# Eduardo Azevedo Soares
Eduardo Eugénio de Campos e Castro de Azevedo Soares (Porto, Massarelos, 23 de janeiro de 1941 - Lisboa, 29 de dezembro de 2010) foi um oficial da Marinha de Guerra Portuguesa, da Classe de Marinha e com especialização como Fuzileiro Naval, e um político português.

## Biografia
Filho de Alfredo Sieuve de Séguier de Campos e Castro de Azevedo Soares (filho de Eduardo de Campos e Castro de Azevedo Soares e de sua mulher Lídia Sieuve de Séguier Borges do Amaral e Campos e neto paterno do 1.º Visconde de Carcavelos e 1.º Conde de Carcavelos) e de sua mulher Maria Luísa de Araújo Leite de Castro. 
Era irmão de Alfredo Albano de Castro Azevedo Soares, advogado, ex-secretário de Estado da Justiça entre 1981 e 1983 e ainda deputado do CDS na I, II e III Legislatura da Terceira República Portuguesa.
Foi oficial da Marinha, com a patente de Capitão de Fragata.

### Carreira política
Exerceu cargos político-administrativos, sempre pelo PSD, nomeadamente o de Deputado à Assembleia da República na VII e VIII Legislaturas, respetivamente pelos círculos de Vila Real e do Porto.
No governo ocupou os cargos de Secretário de Estado dos Negócios Estrangeiros no X Governo Constitucional, sendo um dos responsáveis pelas negociações da transição de Macau para a China, e Ministro do Mar no XII Governo Constitucional de Portugal, onde trabalhou na recuperação da orla costeira portuguesa, tendo negociado junto da União Europeia melhores condições para a pesca, conseguindo manter a Zona Económica Exclusiva inalterada face a ameaças da Espanha.
Foi candidato a Presidente da Câmara Municipal de Cascais pelo PSD no ano de 1997, tendo perdido as eleições por curta margem para o candidato adversário; manteve o seu mandato de vereador pelos quatro anos correspondentes.
Foi ainda secretário geral do PSD, com Fernando Nogueira, e primeiro vice-presidente, com Marques Mendes.
Foi um dos impulsionadores e apoiante da candidatura de Cavaco Silva à Presidência da República, tendo sido membro da sua comissão política.

### Condecorações[6]
- Grã-Cruz da Ordem Real da Estrela Polar da Suécia (29 de Janeiro de 1987)
- Grã-Cruz da Ordem Nacional do Cruzeiro do Sul do Brasil (27 de Abril de 1987)
- Primeira Classe da Ordem de Francisco de Miranda da Venezuela (18 de Novembro de 1987)
- Grã-Cruz da Ordem de Honra da Grécia (15 de Novembro de 1990)
- Grã-Cruz da Ordem do Falcão da Islândia (25 de Fevereiro de 1994)

## Funções governamentais exercidas
- X Governo Constitucional
  - Secretário de Estado dos Negócios Estrangeiros
- XII Governo Constitucional
  - Ministro do Mar